# 그로테 첼로니역
그로테 첼로니 역(이탈리아어: Grotte Celoni)은 로마 지하철 C선의 역이다. 원래는 로마-피우지-알라트리-프로시노네 철도의 철도역으로 운영했다. 로마 시내의 그로테첼로니 구에 있는 카실리나 로를 따라 위치해 있으나, 토르벨라모나카 구와 빌라조브레다 구로도 갈 수 있다.

## 역사

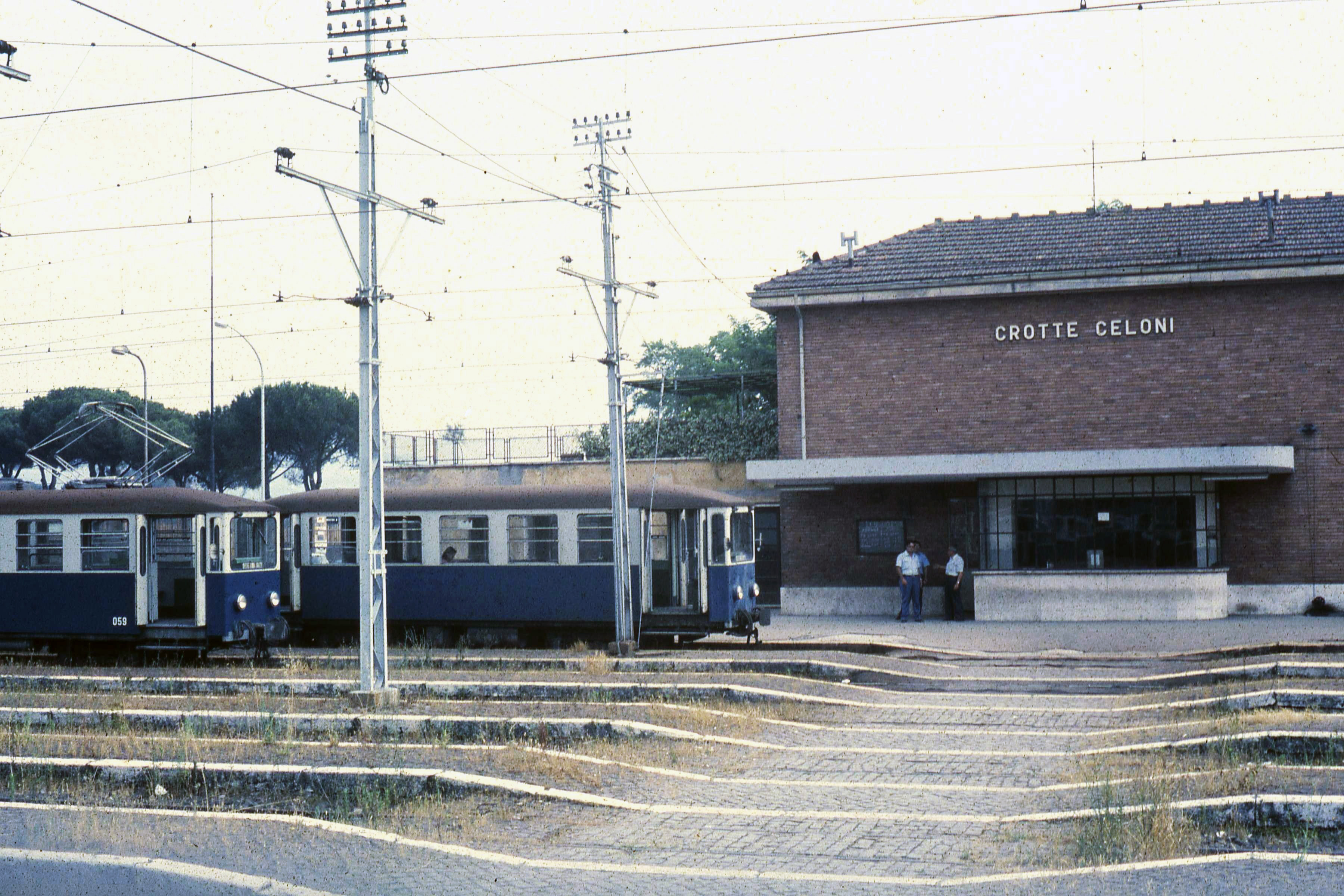
역 광장에서 바라본 정거장과 여객 건물 (1979년)

그로테 첼로니 역의 원래 이름은 '그로타 첼로나' (Grotta Celona) 역으로,, 1916년 6월 2일 로마의 제나차노 지역에 문을 열었다. 개역 당시 역에 놓인 철로는 프로시노네행 단선 노선뿐이었지만, 1940년에 첸토첼레와 그로테첼로니 간의 철로가 새로 놓여 복선이 되었고 광장 역시 두배로 넓히게 되었다..
90년대 후반에는 큰 개조를 거쳤다. 그전까지는 여객 터미널과 선로가 같은 높이에 있어 양옆에 둑으로 둘러싸인 형태였는데, 공사를 통해 여객 터미널을 폐쇄하고 선로 높이를 낮추는 작업을 진행했다. 버스 정류소도 새로 꾸미고 여기로 갈 보도도 만들어 놓았다. 1996년쯤에는 대형 중앙 버스정류장을 건설하기 시작했고 공사 중에 4,5,6번 선로는 철거되었다.

### 재개업
2008년 7월 7일부터는 로마-판타노 선의 종점 구간을 로마 지하철 C선으로 편입시키기 위한 전환 공사를 위해 폐쇄되었다. 최종 완공일은 원래 2014년 10월 11일로 예정되어 있었으나, 노선을 따라 설치된 설비에 문제가 발생하여 11월 9일로 연기되어 재개업하였다..

## 역 시설
이 역에는 다음과 같은 시설이 있다.
- 매표기
- 화장실

## 환승
- 버스 정류장 (ATAC과 COTRAL 운영 노선)

## 참고 문헌
- Vittorio Formigari; Piero Muscolino (1999). 《Le tramvie del Lazio. Storia dalle origini》 2판. Calosci. ISBN 88-7785-197-X.
- Fondazione Ferrovia Museo Stazione di Colonna ex linea Roma-Fiuggi (2011). 《Da Roma a Genazzano. Descrizione della linea. Parte prima》. Roma-Fiuggi-Frosinone: storia di una ferrovia. Calocci. ISBN 88-7785-265-8.